# Ab ovo
Ab ovo latin kifejezés. Szó szerinti jelentése a „tojástól (kezdve)”. A kifejezés mitológiai történetre utal. Ha Léda hattyú képében nem szül tojást, hogy megszülessék Zeusz leánya, Helené, akkor Parisz trójai királyfi nem csábíthatta volna el, nem lett volna trójai háború stb.
Ab ovo így annyit jelent: egy gondolatmenetet, ok-okozat sort egészen a kezdetekig, a gyökerekig visszavinni; eleve, eredendően.
A kifejezés Horatius Ars Poetica című verséből terjedt el. Ebben Horatius úgy írja le a jó epikus költőt, mint aki nem Léda tojásától (nec gemino bellum Troianum orditur ab ovo) – mintegy az ősködtől - kezdi a trójai háborút, hanem az események közepébe (in medias res) repíti az olvasót.

## Latin szállóigék
- Latin szállóigék